# Einführungsgesetz zum Bürgerlichen Gesetzbuche
Das deutsche Einführungsgesetz zum Bürgerlichen Gesetzbuche, üblicherweise abgekürzt EGBGB, stammt ebenso wie das Bürgerliche Gesetzbuch (BGB) vom 18. August 1896. Es wurde seitdem zahlreich novelliert, in einer Neufassung vom 21. September 1994 neu bekannt gemacht und seither mehrfach geändert. Es ist in Artikel gegliedert. Einige Artikel sind nochmals in Paragraphen unterteilt. Vereinzelt (z. B. vom Bundesministerium der Justiz) wird die Abkürzung BGBEG benutzt.

## Heutige Gliederung
1. Teil. Allgemeine Vorschriften: Das EGBGB regelte in Art. 1 das Inkrafttreten des BGB am 1. Januar 1900; Art. 2 legt den Gesetzesbegriff fest, in welchem das Gewohnheitsrecht mit eingeschlossen wird. Die Art. 3 bis 26 und Art. 38 bis 46c enthalten das reformierte Internationale Privatrecht. Der die vertraglichen Schuldverhältnisse regelnde Abschnitt der Artikel 27 bis 37 inkorporierte die Bestimmungen des Übereinkommens von Rom über das auf vertragliche Schuldverhältnisse anzuwendende Recht (EVÜ). Der Abschnitt ist Ende 2009 entfallen und die Rom-I-Verordnung seitdem unmittelbar anzuwenden (Art. 3 EGBGB).
2. Teil. Das Verhältnis des Bürgerlichen Gesetzbuchs zu den Reichsgesetzen
3. Teil. Das Verhältnis des Bürgerlichen Gesetzbuchs zu den Landesgesetzen: die Art. 55 bis 152 enthalten einen umfangreichen Katalog von Rechtsgebieten, die der Landesgesetzgeber abweichend vom BGB oder ergänzend zum BGB regeln kann (sog. Landesprivatrecht).
4. Teil. Übergangsvorschriften: die Art. 157 bis 218 legen Übergangsvorschriften anlässlich der Einführung des BGB zum 1. Januar 1900 fest.
5. Teil. Übergangsvorschriften aus Anlass jüngerer Änderungen des Bürgerlichen Gesetzbuchs und dieses Einführungsgesetzes: Die Art. 219 bis 229 enthalten Übergangsvorschriften beispielsweise aus Anlass des IPR-Neuregelungsgesetzes vom 25. Juli 1986, des Kindschaftsreformgesetzes vom 16. Dezember 1997 oder des Gesetzes zur Modernisierung des Schuldrechts vom 26. Januar 2001: Art. 229 § 5 (allgemein), § 6 (Verjährungsrecht) und § 7 (Zinsvorschriften).
6. Teil. Inkrafttreten und Übergangsrecht aus Anlass der Einführung des Bürgerlichen Gesetzbuchs und dieses Einführungsgesetzes in dem in Artikel 3 des Einigungsvertrags genannten Gebiet: Die Art. 230 bis 237 mit zahlreichen Unterparagraphen enthalten Vorschriften über das Inkrafttreten des Bürgerlichen Gesetzbuchs in dem Gebiet der ehemaligen DDR und erforderliche Übergangsvorschriften
7. Teil. Durchführung des Bürgerlichen Gesetzbuchs, Verordnungsermächtigungen (Art. 238 bis 248 EGBGB), Anlagen

## Bedeutung des EGBGB
Die Regelungen über das Internationale Privatrecht stellten schon früher einen herausragend wichtigen Teil des EGBGB dar. Die Art. 3 bis 46c EGBGB bilden gerade heute den mit Abstand bedeutendsten Regelungskomplex des EGBGB. Für das Internationale Privatrecht innerhalb der Europäischen Union nimmt allerdings die Bedeutung des EGBGB aufgrund des Vorrangs des unmittelbar anwendbaren EU-Rechts ab, das auf diesem Gebiet vermehrt erlassen wird (vgl. seit dem 11. Januar 2009 Art. 3 Nr. 1 EGBGB).
Die Art. 55 bis 152 EGBGB bildeten zum Zeitpunkt der Einführung des BGB einen Kompromiss zwischen den nationalstaatlichen und wirtschaftsliberalen Bestrebungen einer reichseinheitlichen Zivilrechtskodifikation und den konservativen Bemühungen um die Aufrechterhaltung wohlerworbener Rechte und örtlicher Rechtsgewohnheiten (Observanz). Sie erlauben den Bundesstaaten (heutige Bezeichnung: Ländern), in den enumerativ aufgezählten Rechtsgebieten vom BGB abweichende oder das BGB ergänzende Vorschriften zu erlassen oder beizubehalten. Bis heute haben die meisten Länder deshalb Ausführungsgesetze zum Bürgerlichen Gesetzbuch erlassen (zum Beispiel betreffend das Nachbarrecht oder das Altenteil). Das EGBGB wird daher auch als eine „Verlustliste der deutschen Rechtseinheit“ bezeichnet.
Art. 57 EGBGB ordnete an, dass die Vorschriften des BGB auf die Angelegenheiten des Landesherrn und der Mitglieder der landesherrlichen Familien, der Mitglieder der Fürstlichen Familie Hohenzollern, der Mitglieder des vormaligen hannoverischen Königshauses, der Mitglieder des vormaligen kurhessischen Fürstenhauses und der des vormaligen Herzogtums Nassau nur insoweit Anwendung fanden, wie die Landesgesetze oder die Hausgesetze nichts Abweichendes bestimmten. Der Vorrang der Hausverfassungen und des Landesprivatrechts galt in Ansehung des Familienrechts und der landwirtschaftlichen Güter auch für die vormals reichsständischen Häuser, die seit 1806 mittelbar geworden sind und gleichgestellten Häusern, sowie des vormaligen Reichsadels und diesem durch Landesgesetz gleichgestellten landsässigen Adels (Art. 58 EGBGB).
Bestimmte das Landesrecht oder bestimmten die Hausverfassungen eine Beschränkung der Belastbarkeit von Grundstücken, die im Eigentum der genannten Familien (Art. 57 f. EGBGB) standen, konnte das Landesrecht vorschreiben, dass der Grundschuld-, Rentenschuld- oder Hypothekengläubiger Befriedigung nur im Wege der Zwangsverwaltung und nicht im Wege der Versteigerung suchen konnte.
Unberührt blieb auch das Recht über Familienfideikommisse, Lehen und Stammgüter (Art. 59 EGBGB), die landesgesetzlichen Vorschriften über Regalien (Art. 73 EGBGB). Art. 95 EGBGB a.F. ließ das Landesgesinderecht unberührt.
Von großer Bedeutung ist heute das durch das Zustimmungsgesetz zum Einigungsvertrag in das EGBGB eingefügte intertemporäre Kollisionsrecht für die Überführung des DDR-Rechts in das Recht des BGB.
Dass bis heute weiterhin einzelne Normen des Jütischen Lows aus dem Jahre 1241 (in der Fassung von 1592) in Teilen Schleswig-Holsteins Gültigkeit besitzen, ist ein Resultat, das sich überwiegend aus dem EGBGB ergibt.